# Monastère de Zverine de l'Intercession

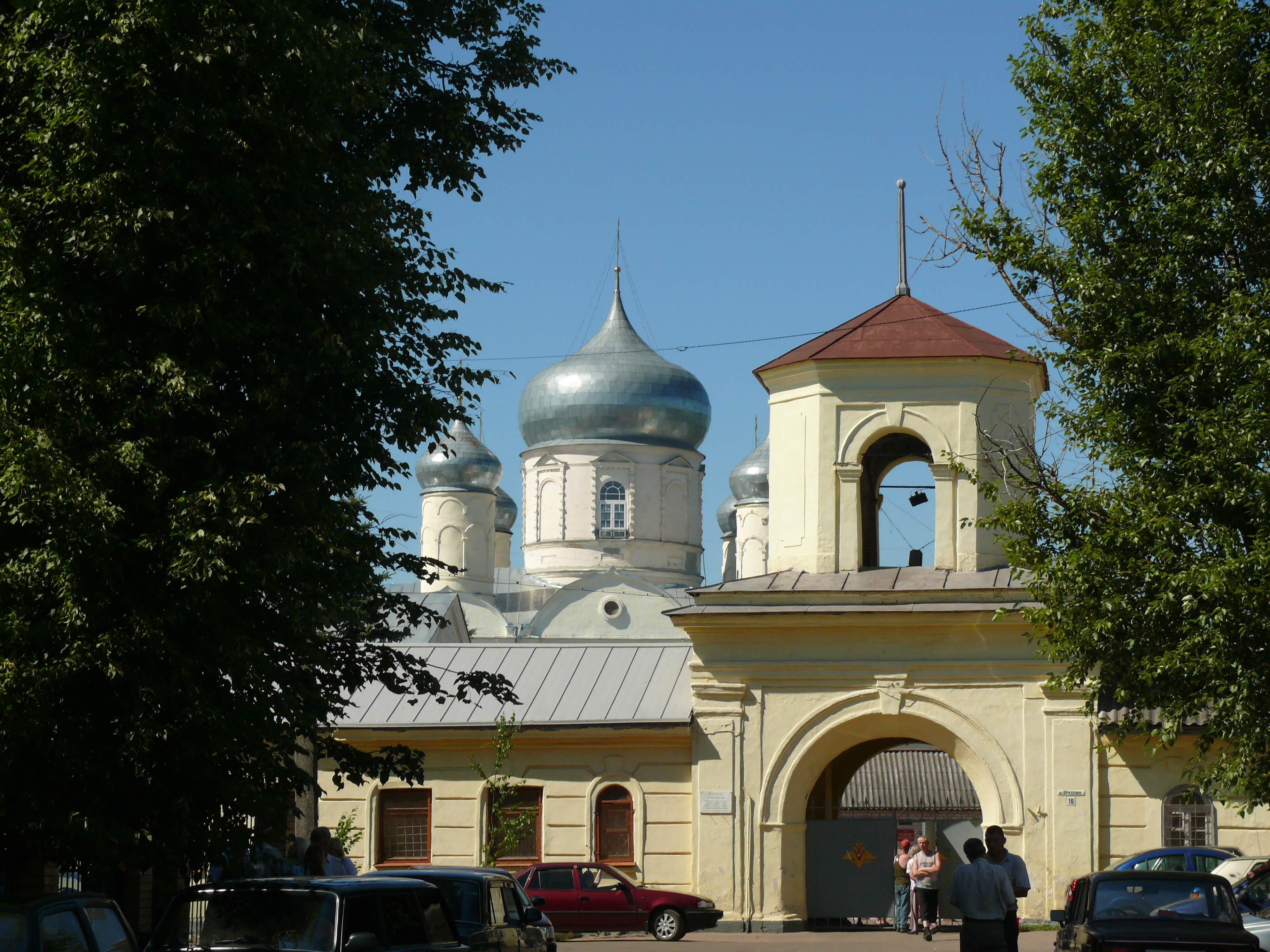
Entrée du monastère

Le monastère de Zverine de l'Intercession (en langue russe : Зве́рин-Покро́вский монастырь) est un ancien couvent pour femmes de l'Église orthodoxe situé à Novgorod. Il se trouve sur la rive gauche du Volkhov, non loin du confluent avec le petit ruisseau appelé du nom de Gzen.

## Histoire
Le monastère est construit sur un terrain proche d'une ménagerie et d'une réserve forestière, où chassaient les princes de Novgorod. Le nom Zverine (zverinets signifie ménagerie en russe) est cité pour la première fois dans la Chronique de Novgorod de 6577 (soit selon le Calendrier de la Rus' l'année 1069 de notre ère), à la suite d'une victoire des Novgorodiens sur le prince de Polotsk Vseslav.
La date précise de construction du monastère n'est pas connue. La première mention de l'église de l'Intercession est 1148. C'est durant cette année le 27 juin qu'elle est frappée par la foudre, et qu'elle est incendiée.
À l'époque des réformes de Pierre Ier le Grand, en 1721, le monastère a dû cesser ses activités pendant six ans puis il a été rétabli dans ses activités religieuses. À la fin du XVIIIe siècle il est réuni à l'ancien monastère de Nikolo-Belski et une clôture d'enceinte les réunit tous deux. 
À la fin du XIXe siècle, le monastère est classé parmi les monastères de deuxième classe. Il connaît un nouvel essor comme en témoigne la construction et la taille de la nouvelle cathédrale en 1899.
En 1919, après la Révolution d'Octobre 1917 le monastère est converti en une simple église paroissiale. Mais les nonnes continuent d'y vivre. En 1920 elles sont menacées de fermeture complète. Elle essayent d'organiser une coopérative laitière, mais sans succès. En janvier 1930, les autorités décident de fermer le couvent et de faire cesser toute activité. Le monastère ne rouvrira ses portes aux croyants qu'en 1989, peu avant la Dislocation de l'URSS .

## Églises et autres constructions
Le monastère de Zverine a toujours été réputé pour ses deux églises et pour son icône miraculeuse de Syméon.

### Église de l'Intercession de la Mère de Dieu
Le catolicon du monastère est l'église de l'Intercession de la Mère de Dieu qui est connue depuis le XIIe siècle. Au début elle était construite en bois, puis en 1335 l'archevêque Vasili construisit 
à sa place une église en pierre. L'édification se poursuivit jusqu'en 1399. Après une dévastation due à la guerre avec les Suédois l'église est consacrée à la fête de la Déposition de la robe de la Vierge. En 1851 l'écrivain, homme d'État russe Ivan Muravyov-Apostol (en) (1762-1851) est enterré à proximité de l'église.

### Église Saint-Siméon

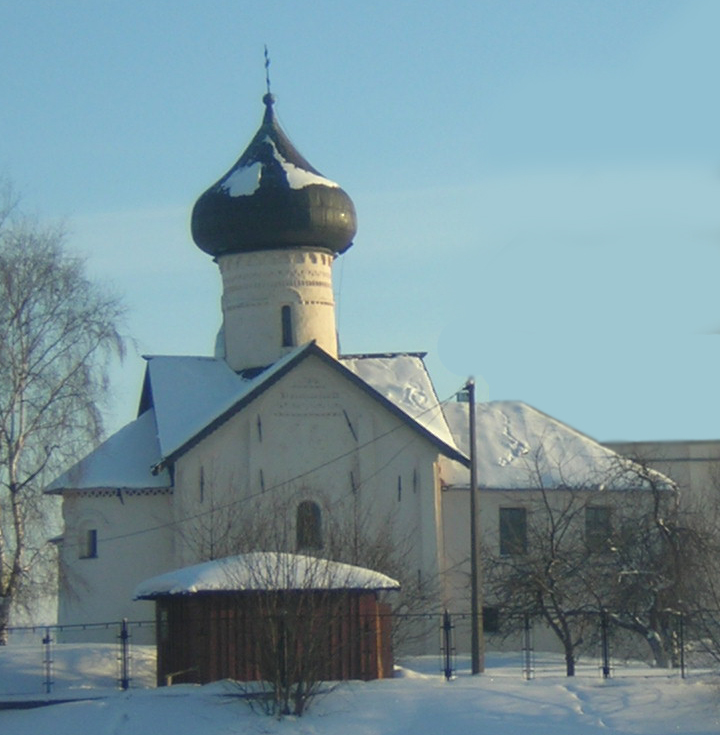
Église Saint-Siméon

En 1467, à l'emplacement où se trouve maintenant une église en pierre, les habitants de Novgorod construisent une église en bois pour tous les jours . La raison de la construction est la peste, qui faisait rage à cette époque dans la République de Novgorod et dans la République de Pskov. La charpente de l'église est montée en un seul jour. Un an plus tard, on la reconstruit en pierre.
Les murs intérieurs, les voûtes et les plafonds de l'église sont couverts de fresques colorées XVe siècle. Elles représentent un calendrier ecclésiastique des saints.

### Église de l'Annonciation
Cette église de l'Annonciation n'a pas été conservée. Il en est fait mention en 1582—1583. L'archimandrite Macaire en écrit encore au XVIIe siècle.

### Cathédrale de l'Intercession de la Mère de Dieu
En 1899 à côté de l'église de l'Intercession est construite une église cathédrale à l'emplacement d'un édifice 
ancien édifié au début du XIXe siècle. Initialement les constructeurs pensaient utiliser les fondations de l'immeuble primitif, mais après examen ils se sont résolus à partir sur de nouvelles bases étant donné le volume important du nouvel édifice.
La consécration de la cathédrale a lieu le 30 septembre 1901, la veille de la fête de l'Intercession de la Mère de Dieu par les soins de l'archevêque de Novgorod de Staraïa Roussa, Gouri Okhotine. Elle est dédiée à l'icône de Notre-Dame de Tikhvine. 
Le monastère disposait aussi d'un clocher sur quatre piliers sur lequel étaient attachées trois petites cloches.
Le 20 mars 1995, les reliques du bienheureux Savva Vicherski ont été transférées dans la cathédrale. Elles avaient été découvertes en 1992 lors de travaux d'excavations dans les fondations du monastère qui porte son nom à Savino, village situé à proximité de Novgorod. 